# (25077) 1998 QJ99
A (25077) 1998 QJ99 a Naprendszer kisbolygóövében található aszteroida. Eric Walter Elst fedezte fel 1998. augusztus 26-án.